# 布吕什河畔丁赛姆
布吕什河畔丁赛姆（法語：Dinsheim-sur-Bruche，法語發音：[dinsaim syʁ bʁyʃ]）是法国下莱茵省的一个市镇，属于莫尔塞姆区。

## 地理
布吕什河畔丁赛姆（48°32'32"N, 7°25'35"E）面积4.98 平方千米，位于法国大東部大區下莱茵省，该省份为法国大陆部分最东部的省份，是阿尔萨斯的一部分，今与上莱茵省组成了阿尔萨斯欧洲集体，其南至上莱茵省，西南接孚日省和默尔特-摩泽尔省，西接摩泽尔省，北与德国接壤。
与布吕什河畔丁赛姆接壤的市镇（或旧市镇、城区）包括：贝格比滕、当戈尔桑、弗莱克斯堡、格雷斯维莱尔、艾利根贝格、米齐格、斯蒂。

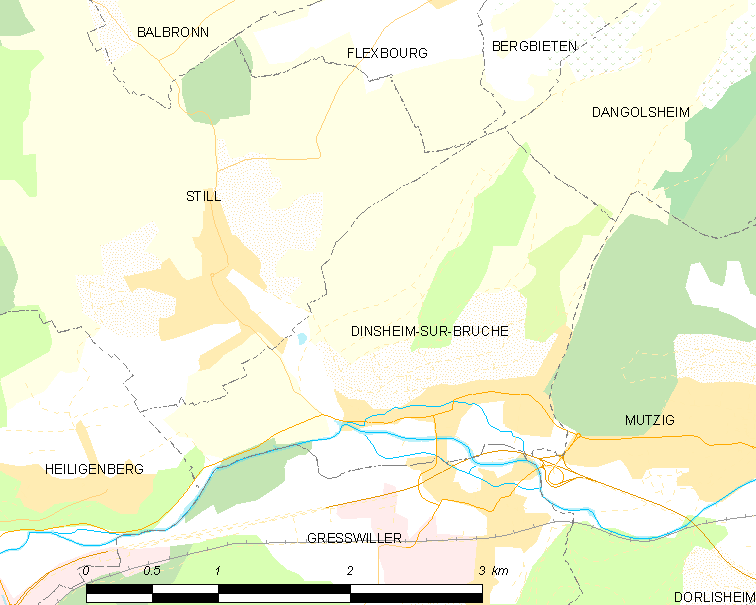
布吕什河畔丁赛姆的OSM定位图

布吕什河畔丁赛姆的时区为UTC+01:00、UTC+02:00（夏令时）。

## 行政
布吕什河畔丁赛姆的邮政编码为67190，INSEE市镇编码为67098。

## 政治
布吕什河畔丁赛姆所属的省级选区为米齐格县。

## 人口

1962-2008年间布吕什河畔丁赛姆人口变化图示

布吕什河畔丁赛姆于2022年1月1日时的人口数量为1486人。